# Wubanoides
Genre
Wubanoides est un genre d'araignées aranéomorphes de la famille des Linyphiidae.

## Distribution
Les espèces de ce genre se rencontrent en zone paléarctique.

## Liste des espèces
Selon World Spider Catalog (version 16.5, 12/12/2015) :
- Wubanoides fissus (Kulczyński, 1926)
- Wubanoides uralensis (Pakhorukov, 1981)

## Publication originale
- Eskov, 1986 : On Veles Pakhorukov 1981 and Wubanoides n. gen., two Siberian linyphiid genera (Arachnida: Araneae: Linyphiidae). Senckenbergiana Biologica, vol. 67, p. 173-182.